# Circonscription de Fraser (Victoria)

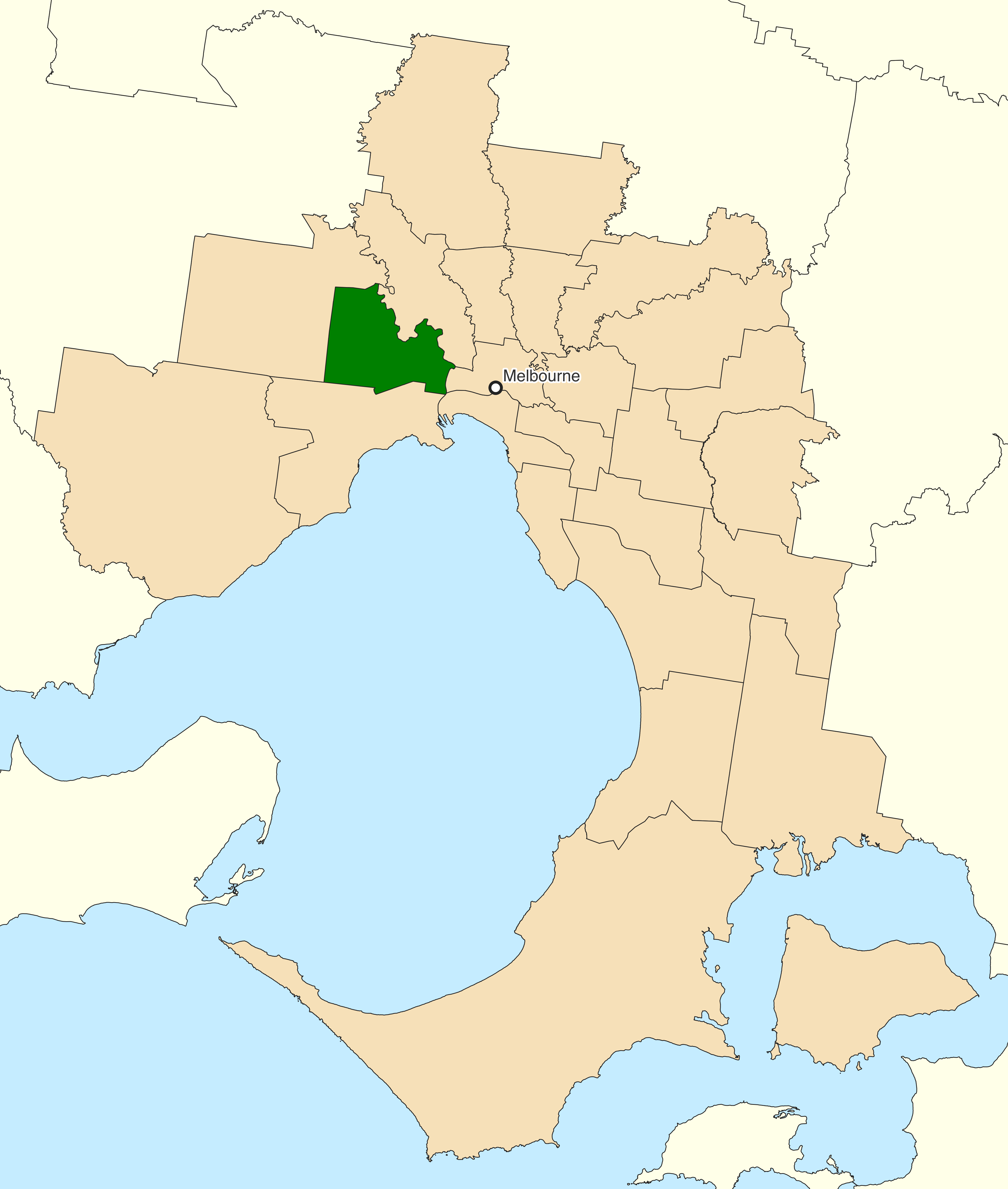
Localisation de Fraser à Melbourne.

La circonscription de Fraser est une circonscription fédérale australienne à Melbourne, en Victoria. Il a été créé en 2019. Il porte le nom d'ancien Premier ministre Malcolm Fraser.

## Députés
| Image | Nom                | Parti        | Période de mandat |
| ----- | ------------------ | ------------ | ----------------- |
|       | Daniel Mulino (en) | Travailliste | 2019–présent      |